# Salmon Lake
Salmon Lake är en sjö i Kanada.   Den ligger i countyt Peterborough County och provinsen Ontario, i den sydöstra delen av landet, 230 km väster om huvudstaden Ottawa. Salmon Lake ligger 323 meter över havet. Arean är 1,9 kvadratkilometer. Den sträcker sig 2,5 kilometer i nord-sydlig riktning, och 1,6 kilometer i öst-västlig riktning.
I omgivningarna runt Salmon Lake växer i huvudsak blandskog. Trakten runt Salmon Lake är nära nog obefolkad, med mindre än två invånare per kvadratkilometer.